# Gare de Viry-Noureuil
Gare de Viry-Noureuil vasútállomás Franciaországban, Viry-Noureuil településen.

## Vasútvonalak
Az állomást az alábbi vasútvonalak érintik:
- Creil–Jeumont-vasútvonal

## Kapcsolódó állomások
A vasútállomáshoz az alábbi állomások vannak a legközelebb:
- Gare de Tergnier
- Gare de Chauny